# Stadtgemeinschaft Königsberg
Die Stadtgemeinschaft Königsberg ist ein Erbwalter von Königsberg (Preußen).

## Entstehung und Zweck
Geflüchtete und vertriebene Königsberger – darunter Hugo Linck – gründeten 1949 in Hamburg die „Kreisgemeinschaft Königsberg-Stadt“. Bald trafen sich in Hamburg 7.000 ehemalige Bewohner der früheren Provinzialhauptstadt Ostpreußens. Weitere große Treffen folgten in Herne und wieder in Hamburg. Zur „Stadtgemeinschaft Königsberg“ umbenannt, wurde ihr Sitz Duisburg; denn der Rat der Stadt Duisburg hatte 1951 die Patenschaft für Königsberg übernommen. Fortan trafen sich viele Königsberger in der Patenstadt. Anlässlich des 700-jährigen Stadtjubiläums von Königsberg im Jahre 1955 kamen 35.000 Personen nach Duisburg. Die in Hamburg angelegte Einwohnerkartei umfasst heute über 300.000 Anschriften ehemaliger Königsberger Bürger und ihrer Nachkommen. Früh wurden in Duisburg auch Exponate zur Geschichte und Kultur Königsbergs zusammengetragen. Sie bildeten den Grundstock für das 1968 entstandene Museum Haus Königsberg an der Mülheimer Straße. In Verbindung mit dem Kultur- und Stadthistorischen Museum der Stadt Duisburg wurde es 1992 zum Museum Stadt Königsberg. Die Satzung der Stadtgemeinschaft Königsberg stellt kulturelle Ziele und die Zusammenarbeit mit den russischen Institutionen und Bewohnern von Kaliningrad in den Vordergrund.
Seit 1960 gibt sie den Königsberger Bürgerbrief mit jährlich zwei Ausgaben heraus. Ferner wird ehrend die Königsberger Bürgermedaille und der Ernst-Wiechert-Preis verliehen.

## Ehemalige Vorsitzende
- 1949–1962 Hellmuth Bieske, unterzeichnete 1950 die Charta der deutschen Heimatvertriebenen
- 1962–1967 Reinhold Rehs, MdB, Sprecher der Landsmannschaft Ostpreußen, Präsident des Bundes der Vertriebenen
- 1967–1973 Fritz Gause, schrieb die dreibändige Geschichte der Stadt Königsberg in Preußen
- 1973–1974 Erich Grimoni, initiierte das Haus des Deutschen Ostens in Düsseldorf
- 1974–1978 Ulrich Albinus, Präsident der Altertumsgesellschaft Prussia
- 1978–1983 Arnold Bistrick, gehörte zum Widerstandskreis um Carl Goerdeler

## Vorstand
Der 2019 gewählte Vorstand besteht aus:
- Klaus Weigelt, Vorsitzender
- Eberhard Neumann-Redlin von Meding, stellvertretender Vorsitzender
- Margret Matuschik, Schriftführerin
- Heike Paulun
- Lorenz Grimoni, Hüter des Museums Haus Königsberg in Duisburg
- Christean Wagner
- Wolfgang Reske
- Jörn Pekrul
- Andreas Schaaf-Fiege
- Dirk Hagen
- Wolfram Eggeling
- Henriette Piper, Biografin ihres Großvaters Hugo Linck